# Битовски окръг
Битовски окръг (на полски: Powiat bytowski; на кашубски: Bëtowsczi kréz) е окръг в Северна Полша, Поморско войводство. Заема площ от 2192,07 km2.
Административен център е град Битов.

## География
Окръгът се намира в историческия регион Померелия (Гданска Померания), източната му част спада към етнографската област Кашубия. На запад граничи със Западнопоморското войводство, на север със Слупски окръг, на североизток с Лемборски окръг, на изток с Картузийски и Кошчежински окръзи и на юг с Хойнишки и Члуховски окръзи.

## Население
Населението на окръга възлиза на 76 232 души (2012 г.). Гъстотата е 36 души/km2.

## Административно деление
Административно окръгът е разделен на 10 общини.
Градско-селски общини:
- Община Битов
- Община Мястко

Селски общини:
- Община Божитухом
- Община Колчиглови
- Община Липница
- Община Пархово
- Община Студженице
- Община Тухоме
- Община Тшебелино
- Община Чарна Домбровка

## Фотогалерия
- Битов
- Мястко